# Linda Flor
Linda Flor är en ort i Mexiko.   Den ligger i kommunen Tzimol och delstaten Chiapas, i den sydöstra delen av landet, 800 km sydost om huvudstaden Mexico City. Linda Flor ligger 647 meter över havet och antalet invånare är 212.
Terrängen runt Linda Flor är kuperad åt nordost, men åt sydväst är den platt. Runt Linda Flor är det ganska glesbefolkat, med 35 invånare per kvadratkilometer. Närmaste större samhälle är Comitán, 16,2 km nordost om Linda Flor. Omgivningarna runt Linda Flor är en mosaik av jordbruksmark och naturlig växtlighet.